# 117-й меридіан східної довготи
117-й меридіан східної довготи — лінія довготи, що лежить на 117 градусів східніше Гринвіцького меридіана. Вона проходить від Північного полюса через Північний Льодовитий океан, Азію, Індійський океан, Австралазію, Південний океан та Антарктиду до Південного полюса.
117-й меридіан східної довготи формує велике коло разом із 63-тім меридіаном західної довготи.

## Список географічних об'єктів, що перетинає 117° сх. д.
Починаючи на Північному полюсі та рухаючись до Південного полюса, 117-й меридіан східної довготи проходить через:
| Координати                                                   | Країна, територія або море | Примітки |
| ------------------------------------------------------------ | -------------------------- | --- |
| 90°0′ пн. ш. 117°0′ сх. д. / 90.000° пн. ш. 117.000° сх. д.  | Північний Льодовитий океан | |
| 78°42′ пн. ш. 117°0′ сх. д. / 78.700° пн. ш. 117.000° сх. д. | Море Лаптєвих              | |
| 73°37′ пн. ш. 117°0′ сх. д. / 73.617° пн. ш. 117.000° сх. д. | Росія                      | |
| 49°43′ пн. ш. 117°0′ сх. д. / 49.717° пн. ш. 117.000° сх. д. | КНР                        | Внутрішня Монголія |
| 47°51′ пн. ш. 117°0′ сх. д. / 47.850° пн. ш. 117.000° сх. д. | Монголія                   | |
| 46°21′ пн. ш. 117°0′ сх. д. / 46.350° пн. ш. 117.000° сх. д. | КНР                        | Внутрішня Монголія Хебей Проходить східніше Пекіна Хебей Проходить західніше Тяньцзіня Хебей Шаньдун — проходить через Цзінань Цзянсу Аньхой Цзянсі Фуцзянь Гуандун — проходить через материк та острів Наньао[en] |
| 23°25′ пн. ш. 117°0′ сх. д. / 23.417° пн. ш. 117.000° сх. д. | Південнокитайське море     | Проходить через спірні острови Спратлі |
| 8°6′ пн. ш. 117°0′ сх. д. / 8.100° пн. ш. 117.000° сх. д.    | Філіппіни                  | Проходить через острів Балабак[en] |
| 23°25′ пн. ш. 117°0′ сх. д. / 23.417° пн. ш. 117.000° сх. д. | Південнокитайське море     | Протока Балабак[en] |
| 7°21′ пн. ш. 117°0′ сх. д. / 7.350° пн. ш. 117.000° сх. д.   | Малайзія                   | Сабах — проходить через острів Баламбанган |
| 7°17′ пн. ш. 117°0′ сх. д. / 7.283° пн. ш. 117.000° сх. д.   | Південнокитайське море     | Затока Маруду |
| 6°47′ пн. ш. 117°0′ сх. д. / 6.783° пн. ш. 117.000° сх. д.   | Малайзія                   | Проходить через острів Калімантан Сабах |
| 4°21′ пн. ш. 117°0′ сх. д. / 4.350° пн. ш. 117.000° сх. д.   | Індонезія                  | Проходить через острів Калімантан Північний Калімантан Східний Калімантан — проходить через Нусантару та Балікпапан                                                                                                |
| 1°12′ пд. ш. 117°0′ сх. д. / 1.200° пд. ш. 117.000° сх. д.   | Макасарська протока        | |
| 4°29′ пд. ш. 117°0′ сх. д. / 4.483° пд. ш. 117.000° сх. д.   | Яванське море              | |
| 7°27′ пд. ш. 117°0′ сх. д. / 7.450° пд. ш. 117.000° сх. д.   | Балійське море             | |
| 8°24′ пд. ш. 117°0′ сх. д. / 8.400° пд. ш. 117.000° сх. д.   | Індонезія                  | Проходить через острів Сумбава |
| 9°6′ пд. ш. 117°0′ сх. д. / 9.100° пд. ш. 117.000° сх. д.    | Індійський океан           | |
| 20°39′ пд. ш. 117°0′ сх. д. / 20.650° пд. ш. 117.000° сх. д. | Австралія                  | Західна Австралія |
| 35°2′ пд. ш. 117°0′ сх. д. / 35.033° пд. ш. 117.000° сх. д.  | Індійський океан           | Австралія визнає цю акваторію частиною Південного океану[1][2] |
| 60°0′ пд. ш. 117°0′ сх. д. / 60.000° пд. ш. 117.000° сх. д.  | Південний океан            | |
| 66°49′ пд. ш. 117°0′ сх. д. / 66.817° пд. ш. 117.000° сх. д. | Антарктида                 | Проходить через Австралійську антарктичну територію (претендує Австралія) |